# Elisha Applebaum
Elisha Beth Applebaum nació el 5 de septiembre de 1995. Es una actriz que interpreta a Musa en la adaptación de la saga Winx Club, Destino: La Saga Winx.

## Vida & Carrera
Nació en Watford, Inglaterra, en una familia judía. Comenzó su formación en The Unseen, una academia de actuación en Londres.
En 2014 apareció en un episodio de la serie Glue, y los años posteriores actuó en varios cortos y películas independientes. Es en 2021-2022 cuando interpreta el papel de Musa, uno de los personajes principales de la serie de Netflix Destino: La Saga Winx. La serie es una adaptación en vivo de Winx Club de Nickelodeon (2004).
En la serie hace el papel de Musa, una de las cinco hadas del colegio Alfea, que se encuentra en el OtroMundo, en el cual deben aprender a manejar sus poderes para hacer el bien. Su papel es de una chica de dieciséis años que es introvertida y empática y que prefiere mantener siempre las distancias ya que su mente siempre le abruma a causa de que puede leer la mente y las emociones de los demás. Es por esta razón que siempre usar auriculares con la finalidad de no oír los pensamientos de los otros.
Mientras va avanzando la serie Musa se enamora del hermano de Terra, llamado Sam. Y poco a poco va cogiendo confianza con sus compañeras de habitación y amigas, Bloom, Stella, Terra y Aisha. 
En la segunda temporada Musa se vuelve más fuerte, y a causa de un gran suceso contra un monstruo, pierde sus poderes temporalmente. Esto hace que desempeñe otros trabajos dentro de Alfea, hasta que se convierte en soldado y prefiere luchar a volver a recuperar sus poderes.